# Rufino Hernández
Rufino Hernández Inostroza (San Rafael, Chile, 20 de diciembre de 1973), jinete chileno de rodeo que ha sido dos veces campeón nacional de su país.
Comenzó a correr con su hermano Claudio Hernández, con quien llegaría a ser bicampeón del Campeonato Nacional de Rodeo y también en el año 2006 logró el récord histórico de puntaje el cual fue 48 puntos buenos. Comenzó como petisero, en el Criadero Estribillo y luego pasó al Doña Lore, de Carlos Pozo. Después de unos años logra formar con su hermano su propio criadero, el Criadero "El Sacrificio". Después de destacar en muchos campeonatos nacionales logran vencer el año 2005, pasando a uno de los criaderos más fuertes del país, el Agua de los Campos y Maquena, para ser bicampeón representando a aquel criadero el año 2006. A partir de la temporada 2009-2010 comenzó a correr junto al también excampeón Felipe Jiménez.
Rufino se destaca por su humildad como jinete, por su extraordinario arreo y hablilidad para marcar puntos junto con un excelente dominio sobre los caballos, al igual que su hermano Claudio.
En 2023 premió con su hijo José Francisco Hernández para Rancagua, quien a sus 12 años batió el récord de ser el más pequeño en clasificar para el Campeonato Nacional.

## Campeonatos nacionales
| Año  | Collera           | Caballos                 | Puntaje | Asociación |
| ---- | ----------------- | ------------------------ | ------- | ---------- |
| 2005 | Claudio Hernández | "Morenita" e "Inventada" | 38      | Talca      |
| 2006 | Claudio Hernández | "Malulo" y "Estruendo"   | 48      | Bío-Bío    |

### Segundos campeonatos
- 2005: junto con Juan Pozo, montando a "Gesto Heroico" y "El Mamo" con 36 puntos.